# Хоппе, Рольф
Рольф Хо́ппе (нем. Rolf Hoppe; 6 декабря 1930[…], Эльрих, Тюрингия — 14 ноября 2018[…], Дрезден) — немецкий актёр.

## Биография
Родился 6 декабря 1930 в городе Эльрихе, Германия в семье пекаря.
Окончил государственную консерваторию в Эрфурте. Был актёром в цирке Аэрос. С конца 50-х годов — на профессиональной сцене. Играл в театрах Лейпцига, Дрездена, Немецком театре Берлина. В 80-е годы неоднократно участвовал в Зальцбургском театральном фестивале, играл на сценах итальянских, швейцарских театров.
Дебют в кино — роль Портера в фильме «Теперь и в час моей смерти» (1963).
Стал популярным исполнителем в серии фильмов про индейцев киностудии «ДЕФА».
Самые известные фильмы, в которых играл Рольф Хоппе: «След сокола» (1968), «Три орешка для Золушки» (1973), «Даниэль Друскат» (1976), «Блеск Саксонии — Глория Пруссии» (1985) и «Фридрих Фрайхерр фон Тренк — Два сердца, одна корона» (2003).
Мировую известность Рольфу Хоппе принесла роль маршала Германа Геринга, которую актёр блистательно исполнил в оскароносном фильме режиссёра Иштвана Сабо «Мефисто» (1981).
Снимался в Италии. Исполнил роль профессора Рамонте в отдельных сезонах телесериала «Спрут» (1984—1999).
Рольф Хоппе — обладатель запоминающегося по тембру голоса, активно работал в сфере озвучивания, дубляжа, на радио и ТВ.
Рольф Хоппе жил в Вейссиге, Дрезден. С 1995 года — директор и художественный руководитель камерного театра Вейссиг, который размещен на бывшей ферме под Дрезденом.
Рольф Хоппе был награждён множеством премий: Национальная премия ГДР (1971), Премия в области искусства и литературы ГДР (1981), Премия ассоциации венгерских журналистов за роль в фильме «Мефисто» (1981), Саксонская премия им. Лессинга (1995), Премия ФРГ им. Адольфа Гримме (1998), Премия «Goldene Henne» — за творчество в целом (2005), Премия города Дрездена (2007).
Актриса Кристина Хоппе — дочь Рольфа Хоппе.

## Фильмография
- 1965 — Пока я жив[нем.] / Solange Leben in mir ist (ГДР)
- 1965 — Карла[нем.] / Karla (ГДР)
- 1966 — Живой товар / Lebende Ware (ГДР) — Грабау
- 1968 — Мне было девятнадцать / Ich war neunzehn (ГДР)
- 1968 — След Сокола / Spur des Falken (ГДР)
- 1969 — Белые волки / Weisse Wölfe (ГДР, Югославия)
- 1970 — Смертельная ошибка / Tödlicher Irrtum (ГДР)
- 1970 — Гойя, или Тяжкий путь познания / Goya — oder Der arge Weg der Erkenntnis (ГДР, СССР, Болгария, Югославия) — король Карл IV
- 1972 — Дело об убийстве Церник / Leichensache Zernik (ГДР) — Вернер Д. Беркманн
- 1972 — Эоломея / Eolomea (ГДР, СССР, Болгария) — профессор Оли Тал
- 1972 — Ловкость рук, Ваше Величество! / Die gestohlene Schlacht — Йозеф Бароди
- 1973 — Три орешка для Золушки / Tri orísky pro Popelku (Чехословакия, ГДР) — король
- 1973 — Апачи / Apachen (ГДР, Румыния, СССР) — капитан Бертон
- 1974 — Ульзана (ГДР, Румыния, СССР) — капитан Бертон
- 1974 — Ганс и чёрт[нем.] / Hans Rockle und der Teufel (ГДР)
- 1975 — Между ночью и днём / Zwischen Nacht und Tag (ГДР, СССР)
- 1975—1996 — Телефон полиции — 110 / Polizeiruf 110 (ГДР, ФРГ)
- 1976 — Бетховен — дни жизни / Beethoven — Tage aus einem Leben (ГДР)
- 1976 — Свет на виселице / Das Licht auf dem Galgen (ГДР) — преподобный Кларк
- 1981 — Пуговица[нем.] / Pugowitza (ГДР)
- 1981 — Мефисто / Mephisto (Венгрия, ФРГ, Австрия)
- 1982 — Сообщает Соня… / Sonya´s Report (ГДР) — фон Шлевиц
- 1982 — Долгий путь в школу / Der lange Ritt zur Schule (ГДР) — траппер, хороший
- 1983 — Весенняя симфония / Frühlingssinfonie (ФРГ) — Фридрих Вик
- 1984 — Женщины-врачи / Ärztinnen (ГДР, Швеция) — доктор Боэблингер
- 1986 — Дом у реки / Das Haus am Fluß — директор Хюсген
- 1986 — Магнат / Magnat (Польша)
- 1989 — Взлом[нем.] / Der Bruch (ГДР) — Бруно
- 1991 — Свет любви[нем.] / Das Licht der Liebe (Германия)
- 1992 — Штонк![нем.] / Schtonk! (Германия)
- 1994 — Марио и волшебник / Mario und der Zauberer (Германия)
- 1994—2009 — Комиссар Рекс / Kommissar Rex (Австрия, Германия, Италия)
- 1995 — Спрут 7 / La Piovra 7 (Италия) — профессор Рамонте
- 1997 — Comedian Harmonists, фильм об одноимённой группе (Германия)
- 1998 — Пальметто / Palmetto (Германия, США)
- 1999 — Спрут 10 / La Piovra 10 (Италия) — профессор Рамонте
- 2001 — Криминальный кроссворд[нем.] / SOKO Kitzbühel (Австрия)
- 2003 — Тренк — Два сердца против короны / Trenck — Zwei Herzen gegen die Krone (Германия)
- 2004 — Все на Цукера! / Alles auf Zucker! (Германия) — Эрнст Гинсберг
- 2008 — Визит старой дамы / Der Besuch der alten Dame (Германия, Австрия) — Георг Риманн